# Cremilda de Oliveira
Cremilda de Oliveira (Alenquer, 6 de novembro de 1887 - Lisboa, 23 de junho de 1979), ou ainda Cremilda d'Oliveira, foi uma atriz e cantora portuguesa.

## Biografia
Natural de Alenquer, Cremilda de Oliveira nasceu no dia 6 de Novembro de 1887. 
Estreou-se nos palcos aos 10 anos de idade, no Teatro do Rato, destacando-se, ao longo dos anos, em vários géneros teatrais, tais como a opereta de costumes alemães, austríacos e holandeses, que lhe trouxeram grande fama a nível nacional e internacional, assim como no género da comédia.
Ainda no decurso da sua carreira artística, actuou no Teatro Politeama, Teatro da Trindade, Teatro Variedades, Teatro Maria Vitória, Teatro Apolo, Teatro Avenida, Teatro Sá da Bandeira ou ainda no Teatro Garcia de Resende, participou em diversas produções e companhias de teatro, como a de António Macedo, José Loureiro, Companhia de Comédias Vasco Santana, Comediantes de Lisboa, Companhia Chaby ou a Companhia Galhardo, colaborou frenquentemente com Assis Pacheco, Alexandre Azevedo, Madalena Sotto, Francisco Ribeiro, Hortense Luz e Laura Alves, fundou a sua própria companhia dedicada ao teatro musical (de nome Companhia Cremilda d' Oliveira), e aventurou-se no cinema, essencialmente com papéis secundários, contracenando com António Silva, Milú, Vasco Santana, Francisco Ribeiro, Artur Agostinho, entre outros actores de renome no panorama nacional.
Fez ainda inúmeras tournées de norte a sul do país, para além de ter viajado para Moçambique e Brasil, com as peças O Conde de Luxemburgo, A Casta Suzana, O Pirata das Berlengas, Las Bribonas, Moinhos que Cantam, A Princesa dos Dólares, A Tia Francisca, O Dia dos Romeiros e A Viúva Alegre, que lhe agraciou o prêmio de melhor interpretação numa competição no Rio de Janeiro, entre um enorme reportório.
Faleceu a 23 de Junho de 1979, em Lisboa, com 91 anos de idade. 

## Filmografia
Entre a sua filmografia encontram-se: 
- A Viúva Alegre (1909);
- Es peligroso asomarse al exterior (1946);
- O Leão da Estrela (1947);
- O Grande Elias (1950);
- A Garça e a Serpente (1952);
- O Comissário de Polícia (1953).[12]